# Gilbert Rondeau
Pour l’article homonyme, voir Rondeau.
Gilbert F. Rondeau (7 mars 1928 - 9 mars 1994) est un agent d'assurance, homme d'affaires, industriel et homme politique fédéral du Québec.

## Biographie
Né à Sainte-Élizabeth-de-Warwick dans le comté d'Arthabaska (aujourd'hui dans le Centre-du-Québec), il tente de faire son entrée sur la scène politique fédérale en se portant candidat de l'Union des électeurs dans la circonscription fédérale de Beauharnois, mais est défait par le libéral Robert Cauchon.
Élu député du Crédit social dans la circonscription fédérale de Shefford en 1962, il est réélu en 1963. Défait par le libéral Louis-Paul Neveu en 1965, il effectue un retour en 1968.
Étant un des seuls députés créditistes aptes à parler anglais, il représente la prédominance francophone du Parti, ce qui lui permet de voyager à travers le Canada. Cependant, sa carrière prend fin lorsqu'il est condamné à cinq mois de prison pour une fraude à l'assurance chômage. À la suite de cette affaire, il est banni du caucus créditiste en 1977. À titre de candidat indépendant, il est battu par le libéral Jean Lapierre en 1979.
Il meurt en 1994 à l'hôpital de Cowansville en raison de problèmes résultant d'une chirurgie prélevant des calculs biliaires.